# J. Richard Fisher
James Richard „Rick“ Fisher  (* 10. Dezember 1943 in  Pittsburgh) ist ein US-amerikanischer Astronom an der University of Virginia und am National Radio Astronomy Observatory (NRAO) in Charlottesville.
Fisher studierte an der Pennsylvania State University mit dem Bachelor-Abschluss 1965 und wurde 1972 an der University of Maryland promoviert. Danach war er beim Green-Bank-Observatorium des NRAO und gehörte zum Team, das das große Robert C. Byrd Teleskop (GBT) entwarf. Ab 2005 war er in der Zentralen Forschungsstelle des NRAO in Charlottesville.
Er befasste sich vor allem mit Radioastronomie einschließlich Antennenentwurf und Signalverarbeitung. 1977 fand er mit R. Brent Tully die Tully-Fisher-Beziehung.

## Schriften
- Fisher, Tully: A New Method of Determining Distances to Galaxies, Astronomy and Astrophysics, Band 54, No. 3, February, 1977, S. 661 (online)
- mit Tully: The Nearby Galaxies Atlas, Cambridge University Press 1987